# La Saussaye
 La Saussaye  là một xã thuộc tỉnh Eure trong vùng Normandie miền bắc nước Pháp.